# فيضة أم القطا

## فيضة أم القطا
فيضة أم القطا وتسمى أيضا روضة أم القطا تغطي منطقة منخفضة وشبه مستوية تقع إلى الغرب من رمال الدهناء بين آبار رملان وآبار رملين، وتقدر مساحتها بحوالي 726 هكتار (7.26 كيلومترا مربعا)، وتقع في محافظة رماح بوسط المملكة العربية السعودية، ضمن محمية الإمام عبد العزيز بن محمد الملكية، وتكون نقطة الوسط فيها تقريبا عند خط طول 47.416837 درجة شرقا ودائرة عرض 25.234673 درجة شمالا. وتصب في فيضة ام القطا مياه السيول من عدة أودية قصيرة نسبيا تصرف ارض تقع بين وادي الخويش وشعيب مربك رملان. ويشير تحليل التربة والقياسات والمشاهدات للفريق العلمي من المركز الوطني لتنمية الغطاء النباتي ومكافحة التصحر أثناء زيارته في الفترة من 12-16 فبراير 2023م فيضة أم القطا إلى أنها تتكون من تربة طينية رملية منفذة للماء، حيث يمثل الطين 70% بينما الرمل يمثل 30% من حبيباتها، لكن التغطية النباتية فيها متوسطة (42%)، والتي تتكون من الأشجار والشجيرات والأعشاب. والتنوع النباتي فيها متوسط معظمه من الأعشاب الموسمية مثل نبات البروق ونبات الرقيقة، ويوجد أيضا نباتات معمرة مثل العشر والحرمل والعوسج. وتبعد فيضة أم القطا عن مدينة الرياض حوالي 125كم، ولذا فإنها تعد أحد المنتزهات الطبيعية التي تزورها العائلات والأفراد، خاصة عند نمو النباتات الحولية فيها بكثافة وذلك بعد سقوط الأمطار الغزيرة.